# کانت دادری
کانت دادری (به اسپانیایی: Canet de Adri) یک منطقهٔ مسکونی در اسپانیا است که در ژیرونس واقع شده‌است. کانت دادری ۴۴٫۴ کیلومتر مربع مساحت و ۶۴۴ نفر جمعیت دارد.